# ووروبیوو (باشقیرستان)
ووروبیوو (انگلیسی: Vorobyovo, Republic of Bashkortostan) یک شهرک در شهرستان کراسنوکامسکی استان باشقیرستان کشور روسیه است.